# 安邦购物中心
安邦购物中心（英語：Ampang Park Shopping Centre），又称“安邦坊”、“安邦广场”，為馬來西亞第一家購物中心，於1973年3月開幕。该商场原位于安邦路與敦拉薩路的交接處旁，可透過敦拉薩路空橋系統與The Intermark、希爾頓雙樹酒店及輕快鐵格拉那再也線安邦购物中心站銜接。然而，由于政府兴建布城线（捷运二号线）的安邦购物中心地下捷运站，而决定拆除这家商场。尽管当地商家对此决定表示不满，但安邦购物中心最终还是在运营了44年后于2017年12月31日起歇业。

## 背景
安邦购物中心由新加坡的羅氏兄弟興建，1968年，羅氏兄弟在新加坡的牛車水興建當地的第一個綜合性購物中心——珍珠坊。隨著珍珠坊的成功，羅氏兄弟便開始在吉隆坡尋覓適當的地點建設購物中心，複製其在新加坡的成功經驗，而最後他們選擇當時高檔住宅和別墅林立的安邦路（Jalan Ampang），於1973年3月耗資1千萬令吉，面積達340,000平方尺，共300間店面的安邦購物中心正式開幕。该购物中心也是由当地闻人刘景成和胞弟刘景发合创的“刘景发建筑有限公司”所建。

## 購物中心的發展
經過40年的發展，目前的安邦购物中心已成為馬來傳統服裝的主要集散地，在商場內林立許多的傳統服裝店和裁縫店，每逢馬來佳節的前夕，如開齋節、哈芝節等，商場內聚集許多的人士在選購或訂製過節用的傳統服飾。另外，商城的多年歷史使得部分的美髮店和攝影器材店可在商场内找到，這些老字號的店面擁有較為全面的攝影器材和聚集許多其他商場難以尋找的特殊零件，許多攝影愛好者會選擇到這裡選購攝影相關的器材。商場各角落也遍布價位較為廉宜的餐廳，附近一帶上班的上班族午休時間會選擇到這裡用餐。2016年，马来西亚政府为实施巴生谷捷运系统工程而计划要拆除这间商场，以兴建布城线的安邦购物中心捷运站，引起当地商家不满，并一度被带上法庭裁决最终，運營44年的安邦购物中心於2017年12月31日起歇業。